# 15cm sIG33
15 cm sIG 33（schweres Infanteriegeschütz 33、重歩兵砲33年型）は、ナチス・ドイツが第二次世界大戦で使用した歩兵砲である。

## 概要
1920年代のドイツでは、歩兵支援用の火砲に平射砲・曲射砲のどちらを採用するべきかという議論があり、最終的に両方を行える汎用砲が適当という結論に落ち着いた。本砲はその運用構想に基づく歩兵支援砲として、1927年からラインメタル社によって開発が始められた。
ヴェルサイユ条約による軍備制限を回避するため、開発作業はソ連との密約（ラパッロ条約）に基づきソ連国内で行われた。条約に基づき試作砲はソ連に引き渡され、M1931(NM) 152mm臼砲として赤軍で制式化されている。その後もドイツ国内で改良が続けられて1933年に就役が承認されたが、量産型が出荷されたのは1936年であった。
部隊での運用方法は独特で、歩兵大隊付属の2個砲兵中隊が本砲2門と軽歩兵砲6門を装備し、迫撃砲と共に歩兵を支援するという態勢が取られていた。
重迫撃砲を箱型砲架に搭載したような形状であり、7.5cm leIG 18軽歩兵砲と並行して開発されたことから、全体的なスタイルはよく似ている。初期に生産された馬匹牽引用の鋼製車輪型と、後期に生産された車両牽引用のゴムタイヤ型の2種類があった。また、戦車車台に搭載された自走砲も各種開発・運用されている。
使用する榴弾は4,700メートルの射程があり、敵の迫撃砲の射程外から攻撃が可能で、ほとんどの野戦構築物に対して効果的だった。また、1942年には巨大な安定翼付き砲口装填型榴弾であるシュティール・グラナーテ42が開発され、強固な装甲やコンクリート陣地に対して威力を発揮したが、取扱が難しく射程も1,000メートルに限られており、使用範囲は限定的だった。対戦車用の成形炸薬弾も開発されたが、あまり威力を発揮することはできず、むしろ通常榴弾の方が対戦車戦闘でも有効だったという。
旧式ながら、ドイツ軍歩兵砲としては最も大口径で威力があり、1939年の開戦時点で約400門が装備されていた。1945年の敗戦直前までAEG社やベーム武器製造会社で製造が続けられ、合計で4,155門が製造されたが、1門あたり20,450ライヒスマルクと軽歩兵砲の3倍ものコストがかかった。歩兵兵器としては重量がやや過大で、牽引や設置後の移動にリソースと時間を要したため、1939年までは軽量化のため砲脚の軽合金化が試みられていたが、材料となる軽合金が航空機の製造に優先供給されたため試作に終わっている。
損耗率は非常に高く、1945年3月時点で残存していたのは1,539門（生産数の約26%）であった。移動の困難さから、敵に鹵獲されることも多かったという。

## 砲弾
| 形式            | 種類               | 重量                   | 火薬                             |
| I Gr 33         | 榴弾(HE)           | 38キログラム (84 lb)   | 8.3キログラム (18 lb) アマトール |
| I Gr 38 Nb      | 発煙弾             | 40キログラム (88 lb)   | 発煙硫酸(oleum)/軽石(pumice)     |
| I Gr 39 Hl/A    | 成形炸薬弾         | 25.5キログラム (56 lb) | cyclonite/TNT                    |
| Stielgranate 42 | 爆風弾(demolition) | 90キログラム (200 lb)  | 27キログラム (60 lb) アマトール  |

## 搭載した自走砲
- I号自走重歩兵砲
- II号自走重歩兵砲
- III号自走重歩兵砲 - アフリカ軍団の現地改造車輌。III号戦車の車体にII号自走重歩兵砲のようにオープントップで15cm sIG33を載せたもの。
- グリーレ
- 33B突撃歩兵砲